# 克勞福德 (紐約州)
克勞福德（英語：Crawford）是一個位於美國紐約州奧蘭治縣的鎮。

## 人口
根據2020年美國人口普查的數據，克勞福德的面積為103.90平方千米，當中陸地面積為103.68平方千米，而水域面積為0.22平方千米。當地共有人口9130人，而人口密度為每平方千米88人。